# Polymerurus biroi
Polymerurus biroi är en djurart som tillhör fylumet bukhårsdjur, och som först beskrevs av Daday 1897.  Polymerurus biroi ingår i släktet Polymerurus och familjen Chaetonotidae. Inga underarter finns listade i Catalogue of Life.